# Magnamanus soriaensis
Magnamanus soriaensis es la única especie conocida del género extinto Magnamanus de dinosaurio ornitisquioiguanodontiano que vivió a principios de período Cretácico hace aproximadamente 130 millones de años, durante el Barremiense, en lo que es hoy Europa.

## Descripción
Magnamanus es un ornitópodo grande, con una longitud estimada de entre nueve a diez metros, y un peso de más de tres toneladas, lo cual implica un tamaño similar al de Iguanodon bernissartensis. La mano es ancha y parecida a la de otros miembros basales de Iguanodontia, con una protuberante espina en el pulgar y un quinto dedo.
Los descriptores establecieron nueve rasgos distintivos para este taxón, todos ellos autapomorfias. El dentario contribuía al frente del proceso coronoide de la mandíbula de modo que el último diente del dentario se localiza en la pendiente de esa protuberancia, en lugar de estar en la base de la misma. La longitud de la escápula excede en seis veces su anchura máxima, y siete veces su anchura mínima. En la escápula el proceso frontal del acromion da de cara al otro lado de la proyección posterior. Cuando el húmero es visto por la esquina interna del borde superior no se halla en el mismo plano que la articulación externa inferior, la cual hace contacto con el radio, mientras que la esquina externa se localiza sobre el nivel de la cúspide inferior interna la cual se une al cúbito. En el cúbito, el extremo inferior es más ancho que el superior, y tiene aspecto de maza. El extremo inferior del radio tiene una forma basta. La muñeca consiste de tres elementos, uno de los cuales es la fusión del radial y el intermedial, el segundo es una fusión del carpal ulnar, y el tercero se compone del tercer y quinto carpal. La fórmula de las falanges es 1-3-3-2- (3/4). El ancho de la muñeca corresponde al 70% de la longitud de la mano. El proceso prepúbico del pubis es recto, sin ensanchamiento en su extremo y sin surcos, y su base no está cerrada, mientras que el foramen obturador está cubierto dentro con una placa ósea plana.

## Descubrimiento e investigación
A principios del siglo XXI Carolina Fuentes y Manuel Meijide condujeron excavaciones junto con sus hijos en el sitio Zorralbo I en los pantanos de Golmayo, a cinco kilómetros al oeste de Soria. Entre 2000 y 2004 ellos recuperaron el esqueleto de un euornitópodo, uno de los más completos esqueletos de un dinosaurio que se hayan hallado del Cretácico Inferior de España.
En 2016 la especie tipo Magnamanus soriaensis fue nombrada y descrita por Carolina Fuentes Vidarte, Manuel Calvo Meijide, Federico Meijide Fuentes y Manuel Fuentes Meijide. El nombre del género es una combinación de las palabras en latín magnus "grande" y manus, "mano", una referencia a las manos enormes del animal. El nombre de la especie conmemora su origen en Soria.
Los fósiles, con números de catálogo MNS 2000/132, 2001/122, 2002/95, 2003/69 y 2004/54, fueron hallados en la Formación Golmayo la cual data de las épocas del Hauteriviense - Barremiense, hace cerca de 130 millones de años. Consisten de un esqueleto parcial con cráneo y mandíbulas. Se han preservado: partes del maxilar, una pieza del premaxilar, una pieza izquierda del dentario, una pieza del surangular derecho, piezas del hioides, los bordes sueltos de la cresta alveolar, sesenta y dos dientes superiores sueltos, treinta y seis dientes sueltos de la mandíbula, un proatlas, un centro de una vértebra cervical, una costilla cervical, cuatro vértebras dorsales, treinta y seis piezas del sacro, treinta y dos vértebras caudales, seis costillas, tres cheurones, piezas de cheurones, tendones osificados, la escápula derecha, ambos coracoides, ambos húmeros, el radio derecho, el cúbito izquierdo, el pulgar de la mano derecha, la mano derecha, una pieza del iliaco izquierdo, el proceso prebúbico de los pubis, una pieza del fémur derecho, una parte de la tibia derecha, y el segundo y cuarto metatarsos de la pata derecha. Los huesos no se hallaron en asociación anatómica, sino que estaban dispersos en un área de ocho metros cuadrados. Los autores consideraron que pertenecen a un único individuo, un animal adulto que es considerado como el espécimen holotipo. Los fósiles ahora son parte de la colección del Museo Numantino en Soria (NMS).

## Clasificación
Magnamanus es clasificado dentro del grupo Ankylopollexia que se encuentra a su vez dentro de Styracosterna, situado en una posición relativamente basal.